# Фервју (Вајоминг)
Фервју (енгл. Fairview) насељено је место без административног статуса у америчкој савезној држави Вајоминг.

## Демографија
По попису из 2010. године број становника је 275, што је 2 (-0,7%) становника мање него 2000. године.
| Група             | 2000.       | 2010.       |
| Белци             | 271 (97,8%) | 264 (96,0%) |
| Афроамериканци    | 0 (0,0%)    | 0 (0,0%)    |
| Азијати           | 1 (0,4%)    | 0 (0,0%)    |
| Хиспаноамериканци | 5 (1,8%)    | 9 (3,3%)    |
| Укупно            | 277         | 275         |